# 罗伯特·肯尼克特
小罗伯特·查尔斯·肯尼克特，FRS（英語：Robert Charles Kennicutt, Jr.，1951年9月4日—），美国天文学家，剑桥大学天文研究所Plumian天文学教授 。肯尼克特曾担任天体物理学杂志的总编辑 (1999-2006年)。他的研究兴趣包括星系的结构和演化、星系中的恒星形成。